# 莫塔維塔
莫塔維塔是哥倫比亞的城鎮，位於該國東北部，由博亞卡省負責管轄，距離首府通哈8.5公里，始建於1816年12月23日，面積62平方公里，海拔高度2,966米，2005年人口5,926。
5°35′N 73°22′W / 5.583°N 73.367°W